# Gammarus dorsosetosus
Gammarus dorsosetosus is een vlokreeftensoort uit de familie van de Gammaridae. De wetenschappelijke naam van de soort is voor het eerst geldig gepubliceerd in 1990 door Mateus & Mateus.